# Samuli Paronen
Samuli Paronen, född 23 maj 1917 i Vederlax, död 26 augusti 1974 i Tavastehus, var en finländsk författare. 
Paronen arbetade 1930–1967 som skogshuggare, sjöman, fabriks- och byggnadsarbetare, inledde sin litterära bana 1962 och blev 1967 författare på heltid. Han skildrar med ett originellt och kraftfullt berättargrepp den enskildes förhållande till kollektivet i moderna finländska miljöer, till exempel i romanerna Kaivos (1970) och Huone puutalossa (1971). Texterna bärs av en bitande samhällskritik, där han beskriver social misär bakom välfärdens fasad. Sitt pessimistiska credo formulerar han med aforistisk skärpa i tankeboken Maailma on sana (1974).